# André-Étienne-Joseph O'Kelly
André-Etienne-Joseph O'Kelly, né le 3 mai 1755 à Bruxelles et mort le 27 août 1815  dans sa ville natale, est le premier maire de Saint-Josse-ten-Noode depuis sa création en août 1795, qui entra d'abord en fonction en 1796 avec le titre d'agent municipal de cette commune faisant jadis partie de la Cuve de Bruxelles et dont il fut maire dès 1800, à la suite de la constitution du 22 frimaire an VIII (13 décembre 1799) créant les maires, sous le Consulat et sous l'Empire.
Il fut en même temps de 1800 à 1806 maire d'Evere.
Il a épousé, à Saint-Josse-ten-Noode, Thérèse Fleury, née à Bruxelles, morte à Bruxelles le 26 juin 1851, fille de Jean Nicolas et d'Anne Catherine Zelhorst, dont il eut cinq enfants.

## Odonymie
Il n'a pas laissé de rue à son nom.